# Pictorius (Familie)
Die Familie Pictorius war eine Familie berühmter Baumeister in Westfalen. Die Mitglieder der Familie sind – neben dem fürstbischöflichen Baumeister Johann Conrad Schlaun (1695–1771) –  bekannt durch großartige Bauschöpfungen im Münsterland:
- Peter Pictorius d. Ä. (1626–1685)
- dessen Sohn Gottfried Laurenz Pictorius (1663–1729);
- dessen Bruder Peter Pictorius d. J. (1673–1735)